# Jugonostalgija
Jugónostalgíja je otožen spomin na državo večine južnih Slovanov, Jugoslavijo, ali izražanje povezanosti z nekdanjo skupnostjo ne glede na dejanske izkušnje, na primer pri osebah, ki nekdanje države ne poznajo iz lastnih izkušenj. 
Jugonostalgija je glede na kontekst negativen, nevtralen ali pozitiven označevalec. V sobesedju razmerja do novih domovin, držav nastalih z razpadom Jugoslavije, je jugonostalgija tuja prvina, ki moti novo identifikacijo. Z nevtralne ali pozitivne strani pa jugonostalgija pomeni podaljšanje zgodovinskega spomina v obdobje zlasti po drugi svetovni vojni in mladosti neke generacije, s poudarkom na pozitivnih spominih. Pri mladih se ohranja povezanost z drugimi območji nekdanje Jugoslavije predvsem z glasbo in zabavo. 

## Drugi viri
- Generalni konzulat SFRJ
- Titoville
- Leksikon Yu-mitologije
- Nostalgija. Glasbena Yu-nostalgija